# نادي أورورا
نادي أورورا (بالإسبانية: Aurora Fútbol Club)‏ هو نادي كرة قدم غواتيمالي تأسس في 1945، ويلعب في Primera División de Ascenso ‏.